# Corrupción policial
La corrupción policial es una mala praxis de un funcionario policial, práctica tipificada como una acción constitutiva de delito de parte de los miembros de un cuerpo policial, consistente en el uso indebido de sus atribuciones, recursos o información con el objeto de obtener provecho o avances en la carrera profesional e incluso fines políticos. Este mal comportamiento consiste con frecuencia en el soborno, el chantaje, la extorsión o el uso selectivo de la persecución, investigación o arresto de terceros.

## Los actos corruptos de agentes policiales

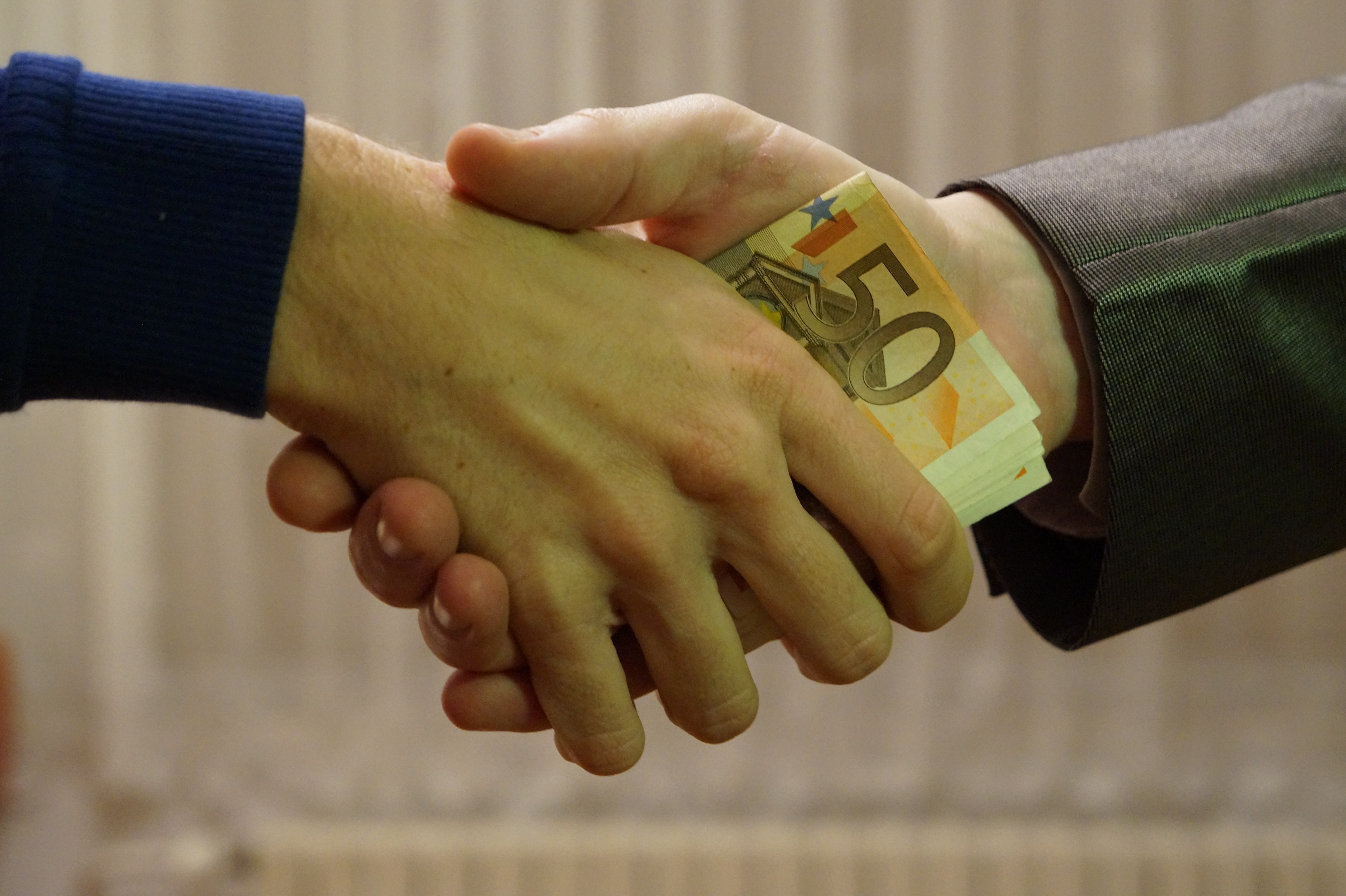
Dar dinero para influir en el comportamiento de una persona es una forma de cohecho o soborno.

Los agentes de policía con frecuencia tienen un estatus y autoridad personales como agentes de la ley. La Comisión Knapp, que investigó la corrupción en el departamento de Policía de Nueva York a principios de 1970, dividió funcionarios corruptos en dos tipos: los "amantes de la carne", que hacían mal uso de sus poderes de policía para beneficio personal, y "herbívoros", que aceptaban pagos casuales.

Estudio mundial sobre la frecuencia de sobornos a funcionarios públicos.

La clase de actos de corrupción cometidos por agentes de policía se ha clasificado así: 
- Cohecho y corrupción de la autoridad, los agentes de policía reciben bebidas gratis, comidas y otras gratificaciones, con frecuencia a cambio de realizar u omitir ciertas obligaciones.
- Soborno, recibir el pago de remitir gente a otras empresas. Esto puede incluir contratistas y camiones de remolque operadores.
- Robo oportunista de detenidos y las víctimas del delito o de sus cadáveres.
- Extorsiones, aceptar sobornos para no perseguir una violación criminal.
- Protección de la actividad ilegal, el ser "en la toma", aceptar el pago de los operadores de los establecimientos ilegales como burdeles, casinos o traficantes de drogas para protegerlos de aplicación de la ley y mantenerlos en funcionamiento.
- Fijación, socavar los procesos penales mediante la retención de pruebas o no presentarse en las audiencias judiciales, por soborno o como un favor personal.
- Actividades delictivas directos de los agentes del orden en sí. 
  - Pagos internos: prerrogativas y prebendas de las organizaciones policiales, como los turnos y días festivos, se compran y se venden.
  - El montaje: la siembra o la adición a las pruebas, sobre todo en casos de drogas.
  - Fijación de entradas: cancelación de multas de tráfico como un favor a los amigos y familiares de otros agentes de la policía.
- Encubrimiento y ocultación de abusos policiales. Por ejemplo, el muro azul del silencio en Estados Unidos.

## La prevalencia de la corrupción policial
La información precisa de la corrupción es difícil de conseguir, ya que tiende a ocurrir en secreto y la policía tiene pocos incentivos para publicar información. Los investigadores han argumentado que en algunos países, la corrupción a gran escala de la policía no solo existe, sino que puede ser institucionalizada. Un estudio sobre la corrupción en el Departamento de Policía de Los Ángeles (que se centra sobre todo en el escándalo de Rampart) propuso que ciertas formas de corrupción pueden ser la norma, en lugar de la excepción.
Los oficiales no denuncian actos de corrupción o dan testimonios falsos a los investigadores externos para encubrir actividades delictivas cometidas por sus compañeros. El caso de Frank Serpico, un oficial que habló sobre la corrupción generalizada en la Policía de Nueva York a pesar de la hostilidad de otros miembros, muestra lo poderoso del código de silencio. En Australia, en 1994, por 46 votos contra 45, el político independiente John Hatton obligó al gobierno del estado de Nueva Gales del Sur a reemplazar la Comisión Independiente contra la Corrupción y el asesoramiento de la policía de alto nivel para establecer en su lugar una innovadora Comisión Real sobre la corrupción policial. Sin embargo, en países como la India, Pakistán, Malasia, Rusia, Ucrania, República Dominicana, Brasil, Venezuela, Estados Unidos, Perú, Italia o México, la corrupción policial sigue siendo uno de los mayores problemas sociales.[cita requerida]